# Samuelsonita
La samuelsonita és un mineral de la classe dels fosfats. Rep el nom en honor de Peter B. Samuelson (1941 -), prospector de Rumney, Estats Units, i miner de la pedrera de Palermo #1, la localitat tipus d'aquest mineral.

## Característiques
La samuelsonita és un fosfat de fórmula química (Ca,Ba)Ca₈Fe₂2+Mn₂2+Al₂(PO₄)10(OH)₂. Cristal·litza en el sistema monoclínic. La seva duresa a l'escala de Mohs és 5.
Segons la classificació de Nickel-Strunz, la samuelsonita pertany a «08.BF: Fosfats, etc. amb anions addicionals, sense H₂O, amb cations de mida mitjana i gran, (OH, etc.):RO₄ < 0,5:1» juntament amb els següents minerals: arrojadita-(KFe), dickinsonita-(KMnNa), sigismundita, arrojadita-(SrFe), arrojadita-(KNa), arrojadita-(PbFe), fluorarrojadita-(BaFe), arrojadita-(NaFe), arrojadita-(BaNa), fluorarrojadita-(KNa), fluorarrojadita-(NaFe), grifita i nabiasita.

## Formació i jaciments
Va ser descoberta a la mina Palermo No. 1, situada a la localitat de Groton, al comtat de Grafton (Nou Hampshire, Estats Units). Posteriorment també ha estat descrita a la República Txeca, Espanya i Ruanda.